# 脐棒菇属
脐棒菇属（学名：Clavomphalia）为口蘑科的一个属。

## 下属物种
本属包括以下物种：
- 云南脐棒菇 Clavomphalia yunnanensis E.Horak